# Токапу
Токапу или Тукапу (кечуа tukapu, исп. tocapu, англ. tokapu) — наиболее роскошное одеяние инков, великолепной отделки; полотно ручной выделки; цветная накидка женщины; а также — геометрические фигуры, вставленные в рамку внутри квадратов, как расположенные отдельно, так и соединённые полосами вертикально или горизонтально в виде пояса. В различных словарях кечуа, составленных первыми испанскими миссионерами (Диего Гонсалес Ольгин, 1608), обозначалось как «tucapu» — роскошные одежды либо полотна.

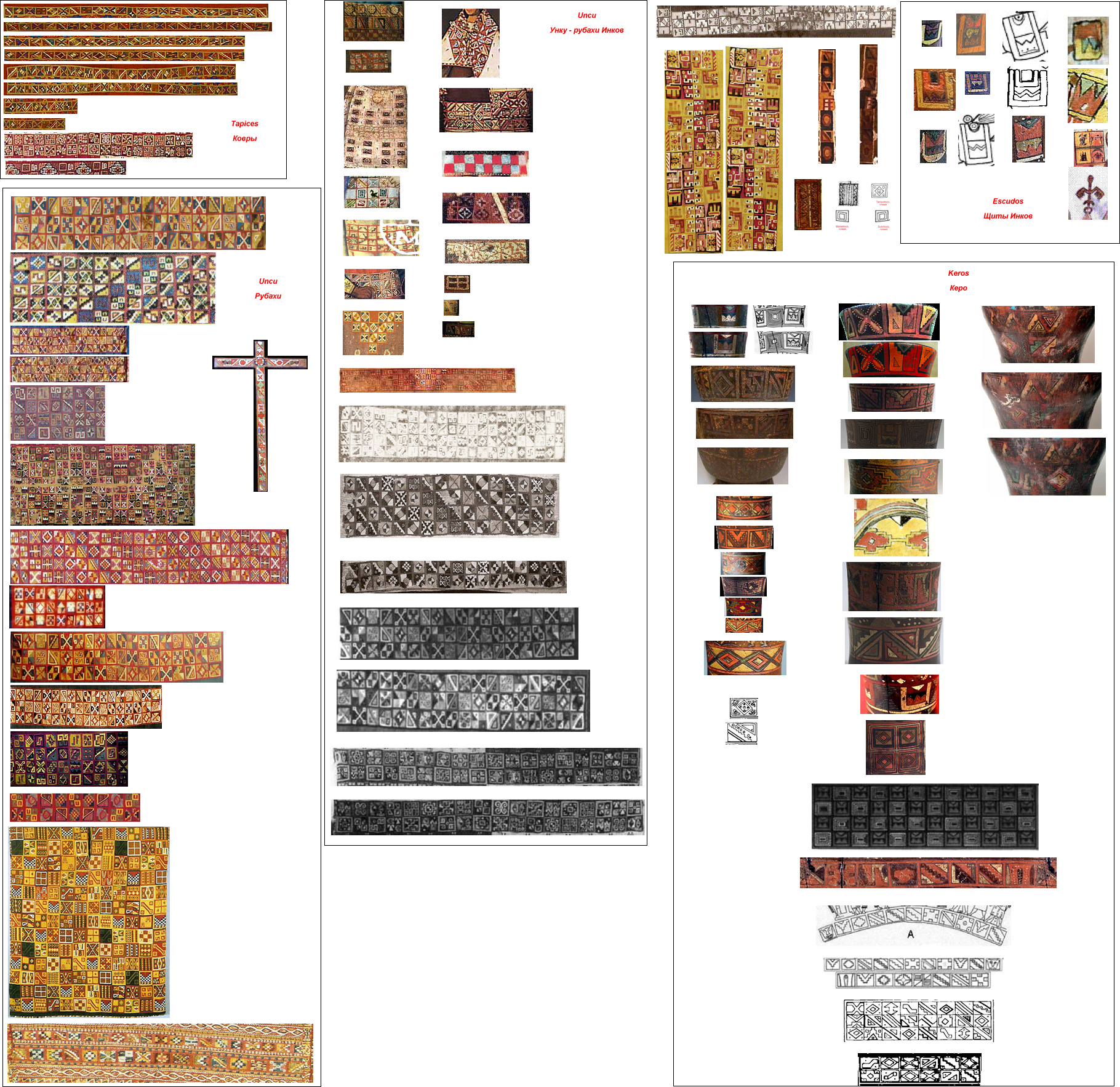
Токапу на рубахах, плащах, коврах, вазах керо; щиты инков

## Знаки письменности

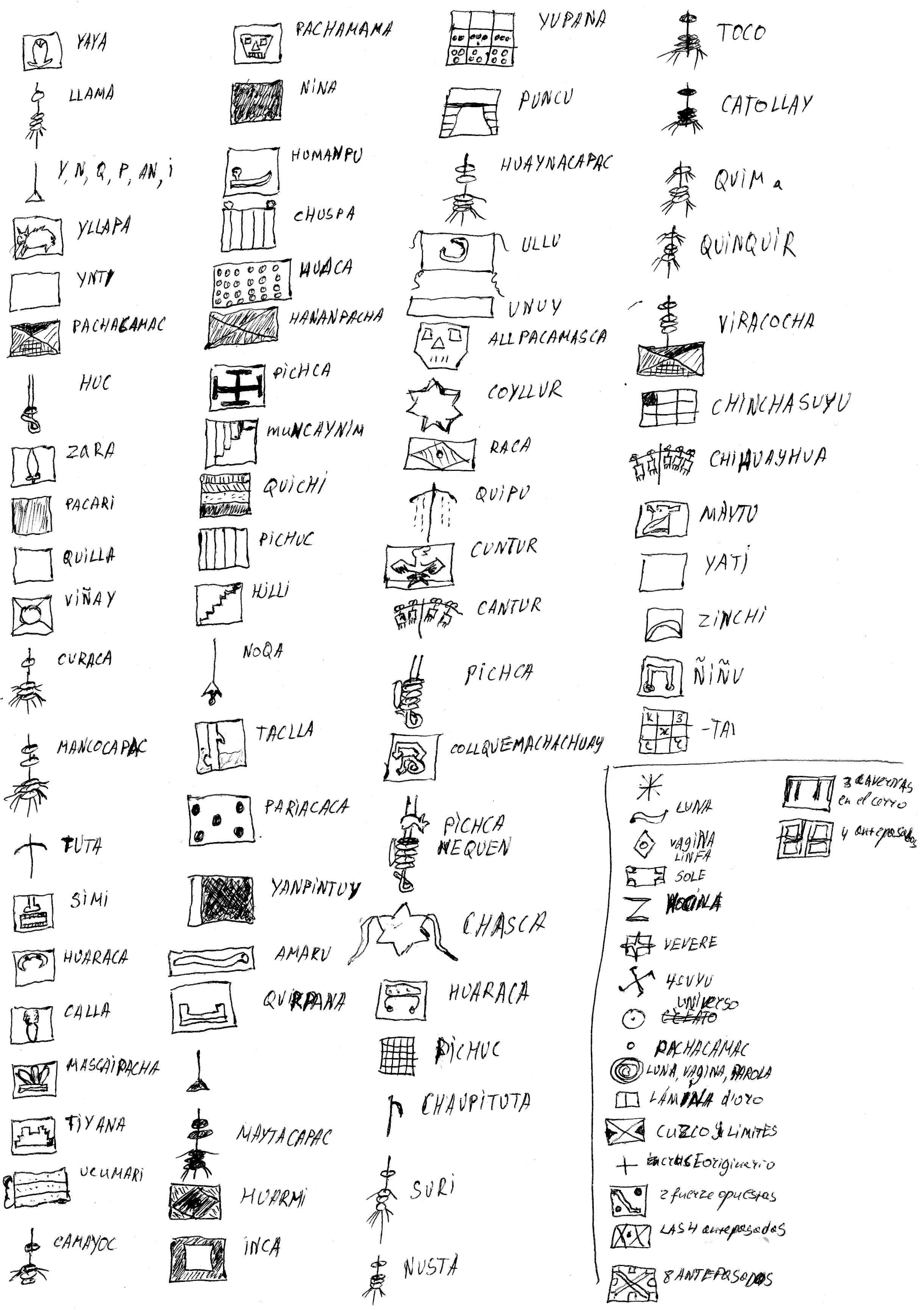
Знаки инков — токапу и ключевые слова тиксиссимис и их соответствия на языке кечуа в книге «Невиновный Изгнанник Блас Валера Своему Народу» (чёрно-белая прорисовка А.Скромницкого); в оригинале знаки — разноцветные.

Предметом многочисленных дискуссий является принадлежность токапу к письменности народов Южной Америки, в том числе, письменности инков. На сегодня нет убедительных доводов в пользу подтверждения данной гипотезы, хотя свидетельства историков и хронистов XVI и XVII веков и указывают на содержательный письменный характер знаков токапу на тканях инков. Возможно, также существовала связь между кипу и токапу.

### Хронисты о токапу
Различные сведения о токапу приводят уже первые хронисты. Так у Сьеса де Леона: «Сказывают, что вышли эти люди (первопредки братья и сестры с Манко Капаком) в длинных накидках и роскошных одеяниях из шерсти, наподобие рубах, только без воротника и рукавов, раскрашенных множеством разнообразных рисунков, называемых токабо, что по-нашему значит „одеяние королей“, и что один из этих мужей держал в руке пращу из золота, с размещённым в ней камнем. Женщины были одеты так же роскошно, как и мужчины, и с большим количеством золотой утвари (или украшений)».
В письме Губернатора Перу Дона Франсиско де Толедо в Совет Индий, Куско, 1 марта 1572 года: «Собранные вместе (индейцы, нотариус, коррехидор Поло де Ондегардо, переводчик и прочие), вышеназванный алькальд Двора (Grabiel de Loarte), через вышеупомянутого переводчика (Gonzalo Gómez Jiménez) получил и принял от них клятву Господом, по форме, и в виде креста, совершенное их руками, о том, что они будут говорить правду, о чём знают и о том, что их будут спрашивать; когда клятва была принята, вышеупомянутым индейцам было прочитано всё то, что было записано и нарисовано на тех четырёх полотнах, как об идолах Инков, так и об ожерельях (medallas — „медали, ожерелья“) у их женщин или родов (ayllos), и история из каёмок (la historia de las cenefas) о том, что случилось во времена каждого Инки, и легенда [о нём] и примечательности, размещённые на первом полотне, они говорят, что из Тамботоко [Инки или плотно?], и легенды [сказки] о деяниях Виракочи, идущие на каёмке первого полотна по [его] основанию и начало Истории, каждое по отдельности…»
Блас Валера указывает даже общее количество знаков токапу, существовавших при инках: «Кипу, которые я переписал, насчитывают 65 тиксисими (ключевые знаки токапу). Некоторые мудрецы сказали мне, что в общем количестве их 200, потому что 200 — это Париакака, число 5, умноженное на само себя, то есть [2]5, и умноженное на цифру 8, являющегося uru [пауком]-ткачом, изо рта которого выходит нить, также как из нашего рта — слова. Я не знаю [все] 200 тиксисими; я могу сказать, что я видел несколько прекрасные в разных капак-кипу, которые мне показал один очень старый вильякуму [священник]. Он сказал мне, что их сделал Сонкойок Ампату [Soncoyoc Hampatu], знаменитый quellcacamayoc [учитель пиктографий]. В [том] капак-кипу были все большие символы на раскрашенной древесине, и которых я раньше никогда не видел».
Он же: «Если, на что я надеюсь, ты, мой народ, увидишь эту Новую Хронику, то ты должен знать, что: рисунки, выполненные не моей рукой, также говорят тебе [то есть задуманы для тебя]. Они говорят, как токапу [идеографические рисунки] нашим предкам на унку [мужские туники], принадлежащих знати, они говорили нашим предкам о тайнах и символических числах, то, что я установил, сблизив токапу к западным [то есть арабским] цифрам. Я считаю необходимым раскрыть тебе здесь кое-какие значения этих чисел:
- Кильа, луна = 0
- Инти, солнце = 1
- Противоборствующие Силы и двойное кручение нити = 2
- Амару разрушитель, принадлежность к мужскому полу = 3
- Братья-основатели, принадлежность к женскому полу, Пачамама = 4
- Бог Париакака = 5
- Бог Ильапа = 6
- Инка и его Койа, сестра-жена = 7
- Предки-основатели в сакральности Uru [паука] = 8
- Амару создатель = 9
- Париакака, Пачакамак, Виракоча, Инти и Кильа = 10

… Властители стараются, чтобы мы вошли в историю как необразованный народ, не имеющий письма, то есть, не имеющий культуры. Напротив, тиксисими [ключевые слова] и символы королевских кипу, завязанных на тонких верёвках, были подлинным тайным письмом, способным передавать фразы, мысли, вдохновение и artem ocultam [криптологию, тайнопись]. Я возвратил их тебе, нарушая [раскрывая] их секреты».

### Составление токапу
У того же Бласа Валера: «например, кипукамайок брал древнюю ткань [большого размера], аккуратно распутывал её, не повреждая её ножами, ткал её наново и из неё извлекал символы-условные знаки [то есть токапу, которые составляли отдельные части на этой ткани] и нити для тонких верёвок кипу».

### Последовательность знаков

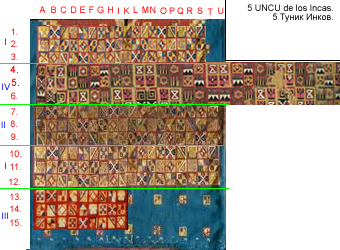
А.Скромницкий. Токапу Инков. Последовательность знаков. Каждая горизонтальная группа — это отдельный поясной участок, взятый с разных рубашек унку инкской эпохи.

Судя по сохранившимся праздничным рубашкам унку правителей Инков, знаки токапу располагаются в определённой последовательности.

## Спорные моменты
В 1990-е годы были обнародованы так называемые документы Миччинелли (Exsul immeritus Blas Valera populo suo и Historia et Rudimenta Linguae Piruanorum — опубликованные в Италии в 2007 году и исследованные итальянским историком Луарой Лауренсич Минелли (Милан)). Так возник вопрос и об истинных авторах «Первой новой хроники и доброго правления», на рисунках которой часто встречаются знаки токапу и нарисованные явно знатоком европейской живописи, поскольку в этих документах сохранился контракт Пома де Айяла с иезуитами об использовании его имени для этой книги, но фактическими авторами её являются Блас Валера, Гонсало Руис (в качестве художника) и ещё несколько человек. У Пома де Айяла были взяты лишь некоторые сведения, в частности о нём самом и о его провинции. Ряд документов из испанских и итальянских архивов указывают на то, что Гонсало Руис также был иллюстратором хроники Мартина де Муруа, содержащей цветные рисунки токапу.
Символы токапу из книги Бласа Валеры, встречающиеся также и в книгах Мартина де Муруа и Гуамана Помы, и на сосудах керо, не всегда идентичны между собой, но заметна одинаковость стиля на рисунках в прорисовке человечков, то есть если имелась подделка не только в тексте документов Миччинелли, но и в рисунках, то выполнено это очень мастерски — стилизовано вплоть до деталей, характерных для изображений на сосудах керо инкской эпохи.
Рукопись, изученная Лауренсич Минелли, состоит из девяти листов, написанных различными лицами испанском, латинском и итальянском языках, с рисунками, сделанными соратником Бласа Валеры — тем же Гонсало Руисом. Этот текст содержит краткую грамматику кечуа, представляющего ключ к расшифровке кипу, а также счетного инструмента — юпана и рисунки, предположительно, усовершенствованной Бласом Валера (конец XVI века) и его сподвижниками системы записи информации при помощи знаков токапу для целей как сохранения наследия инков, так и для распространения христианской религии среди местного населения.
Как указывает Джордия Фикка из Университета Алькала-де-Энарес в статье «Токапу Кодекса Гальвин и Новой Хроники, одна или несколько колониальных форм писания» — сравнение токапу в книгах Гуамана Помы (стр. 246 Гуам. Помы) и Мартина Муруа (стр. 95 Кодекса Гальвин), а также в документах Миччинели (то есть HR и EI) и в изображениях в церквях Куско, — следует вывод, что знаки токапу связаны с кругом иезуитов.
Ролена Адорно, специалист, исследовавшая Гуаман Пома де Айяла, Фелипе, на основании исследования Хуана Карлоса Эстенссоро (Juan Carlos Estenssoro) намекают на вероятную подделку документов, изученных Лаурой Лауренсич Минелли.
Рукопись «Exsul Immeritus Blas Valera Populo Suo», представленная Лаурой Лауренсич Минелли, все ещё не пользуется признанием, а следовательно, тайна, окутывающая прошлое Перу и этого иезуита метиса, не раскрыта окончательно.